# Sono un'assassina?
Sono un'assassina? (titolo orig. Third Girl) è un romanzo poliziesco di Agatha Christie, pubblicato nel novembre 1966. Protagonisti sono l'investigatore belga Hercule Poirot e il personaggio di Ariadne Oliver. L'opera si caratterizza per la presenza di Poirot dall'inizio alla fine, cosa che non capitava da molti anni. Stranamente, l'indagine si conclude scoprendo il primo delitto, avvenuto più tardi nel romanzo.

## Trama

### Introduzione
Una giovane ragazza si presenta ad Hercule Poirot affermando che forse ha commesso un omicidio, ma ritenendo l'investigatore troppo anziano non termina di raccontare la sua storia e lascia in fretta l'appartamento di Poirot. L'investigatore, anche se un po' abbattuto dal commento della ragazza, non si arrende e inizia a fare indagini sulla misteriosa ragazza, di cui non conosce il nome, e sull'ancora misterioso delitto che avrebbe commesso.

### Intreccio
Ariadne Oliver dà a Poirot una gran serie di indizi in questa storia, a cominciare dall'identità della ragazza, Norma Restarick, che ha conosciuto ad un party. La signora Oliver e il detective belga cominciano a cercare informazioni su di lei, ma ben presto si accorgono che la ragazza sembra sparita. Ariadne Oliver decide quindi di conoscere le ragazze con cui Norma divide un appartamento al 67 di Borodene Mansions: Claudia Reece-Holland, segretaria del padre di Norma, e Frances Cary, una ragazza con velleità da artista con lunghi capelli neri che le coprono la faccia. Nessuna di loro due ha visto Norma di recente. Poirot si reca in visita dalla matrigna di Norma a Crosshedges, nel villaggio di Long Basing, (il padre è al lavoro a Londra) e scopre che anche loro non vedono la ragazza dal weekend precedente. Durante la sua permanenza nella casa, Poirot vede anche il ragazzo di Norma, David Baker, e si accorge che la matrigna, Mary, non è per niente contenta della presenza di quest'ultimo. L'investigatore conosce anche il prozio di Norma, Sir Roderick Horsefield, che è vecchio e ci vede poco. Il padre della ragazza, Andrew, ha vissuto con Norma fino a quando lei aveva cinque anni, poi ha lasciato la famiglia per un'altra donna (che non è l'attuale moglie, Mary, matrigna di Norma) andando in Sudafrica e in molte altre parti del mondo, dove ha messo su una bella fortuna. Solo da un poco (dalla morte del fratello) è tornato in Inghilterra con la seconda moglie Mary per seguire gli affari di famiglia e si è ricongiunto con la figlia che non vedeva da 15 anni. Ma tra Mary e Norma c'è subito un odio reciproco.
La signora Oliver dà un altro indizio essenziale quando si imbatte in Norma e David in un caffè. La scrittrice telefona subito a Poirot, che arriva per parlare con la ragazza, mentre Ariadne si mette ad inseguire David fino al suo studio di artista, dove l'amica di Norma, Frances, sta posando da modella. Dopo aver lasciato lo studio, la donna viene colpita alla testa e sviene. Nel frattempo, Norma si sveglia nell'istituto di Stillingfleet, dopo essersi quasi buttata sotto una macchina, come in trance. Sembra quasi che il dottore l'abbia rapita, ma in realtà è Poirot che l'ha nascosta lì per la sua sicurezza. Andrew Restarick chiede a Poirot di ritrovare sua figlia, insistendo sul fatto che la polizia non deve essere assolutamente coinvolta nella questione.
Anche Sir Roderick chiede l'aiuto di Poirot. L'uomo ha perso delle lettere scritte durante la Seconda Guerra Mondiale da una terza parte, che creerebbero molto imbarazzo se pubblicate adesso. L'attenzione di Poirot si focalizza sull'assistente personale dell'anziano, Sonia, che sembra stia passando delle informazioni segrete ad un rappresentante dell'ambasciata dell'Herzegovia a Kew Gardens. Alla fine della storia Poirot fa capire a Sonia di sapere dei suoi intrighi internazionali, che però non avevano alcun legame con le vicende di Norma tanto che alla fine si apprende che la ragazza ha finito per sposare Sir Roderick.
La signora Oliver poi fornisce a Poirot un altro indizio ancora: ha saputo che una donna che abitava a Borodene Mansions, nell'appartamento numero 76, Louise Charpentier, si è uccisa gettandosi dalla finestra. Questo potrebbe essere l'omicidio che Norma crede di aver commesso. Investigando sul passato della donna morta, Poirot scopre che il suo vero nome era Louise Carpenter: il nome di una donna con cui Andrew Restarick aveva avuto una storia anni prima. La signora Oliver riesce a procurarsi anche una lettera scritta da Louise ad Andrew nella quale la donna cercava di ristabilire i contatti: un oggetto che le è capitato casualmente tra le mani.
Stillingfleet contatta Poirot per informarlo che Norma è scappata dal suo istituto. Ha letto un messaggio sulla colonna degli annunci personali del giornale che le diceva di tornare a casa. Una volta lì, Norma viene scoperta da Francis con in mano un coltello, ed accanto il corpo senza vita di David Baker. Norma, alla presenza della signora Jacobs, una vicina accorsa sul luogo del delitto, si addossa subito la colpa dell'assassinio. Infatti, la ragazza è stata drogata in modo da disorientarla e renderla suggestionabile alla possibilità di essere lei l'assassina.
Poirot, alla fine della storia, rivela che l'uomo che si finge Andrew Restarick è in realtà un impostore, Robert Orwell, che ha preso il posto dell'uomo dopo la sua morte, in Africa. Orwell ha persuaso Baker a dipingergli un ritratto in stile con quello dell'originale, in modo da non far scatenare sospetti nella gente. Mary Restarick, nel frattempo, conduce una doppia vita, una come Mary e l'altra come Frances Cary, cambiando le parrucche che indossa. Il loro inganno, però, poteva essere smascherato da David Baker, che aveva cominciato a ricattare Orwell per il ritratto, e Louise Carpenter, che conosceva molto bene il vero Restarick per poter venire ingannata dall'impostore. Il piano criminoso consisteva nell'uccidere entrambi e nel darne la colpa a Norma, che dopo tutta la droga che le veniva somministrata poteva subire queste affermazioni senza protestare.
Stillingfleet, riesce a farsi sposare da Norma, dopo averla difesa strenuamente dalle accuse, e Ariadne Oliver scopre che quella era stata l'intenzione di Poirot fin dall'inizio.

### Ambientazione e cambiamenti culturali nei romanzi della Christie
La Christie è un'abile descrittrice di atmosfere e non le sfugge mai l'occasione di registrare i cambiamenti che la società inglese ha subito nel corso del tempo. Confrontando i romanzi della Christie in ordine cronologico si colgono vari particolari che segnano il cambiamento della società e del modo di vivere inglese. Ne è esempio Sono un'assassina, in cui la scrittrice descrive in modo un po' critico gli anni '60 e la gioventù dell'epoca. Non è il primo romanzo in cui c'è questa critica, infatti in modo un po' più velato lo aveva già fatto ne Un cavallo per la strega del 1961.

## Personaggi
- Hercule Poirot, famoso investigatore
- Ariadne Oliver, scrittrice di libri gialli
- Norma Restarick, ragazza convinta di aver commesso un omicidio
- Andrew Restarick, padre di Norma
- Mary Restarick, moglie di Andrew
- David Baker, fidanzato di Norma
- Frances Cary, coinquilina di Norma
- Claudia Reece-Holland, coinquilina di Norma
- Sir Roderick Horsefield, zio di Andrew
- Sonia, segretaria di sir Roderick
- Neele, ispettore di polizia
- Stillingfleet, medico psichiatra (personaggio comparso solo nel racconto Il sogno, contenuto in In tre contro il delitto, e citato nel romanzo La parola alla difesa.)

## Edizioni italiane
- Sono un'assassina?, traduzione di Mary Mammana Gislon, Il Giallo Mondadori n.1082, Milano, Mondadori, 24 ottobre 1969,  p. 193. - Prefazione e postfazione di Enzo Russo, Collana Oscar n.972 (Oscar Gialli n.38), Mondadori, 1979; Collana Oscar Narrativa n.1515, Mondadori, 1996.
- Sono un'assassina?, traduzione di Grazia Maria Griffini, I Classici del Giallo Mondadori n.459, Milano, Mondadori, 28 agosto 1984. - Ed. illustrata e annotata, Collezione Agatha Christie, Milano, CDE, 1992; Collana Agatha Christie, Milano, RCS Quotidiani, 2014; Collana Oscar Gialli, Mondadori, 2019, ISBN 978-88-047-1632-7.